# Diego Rivera

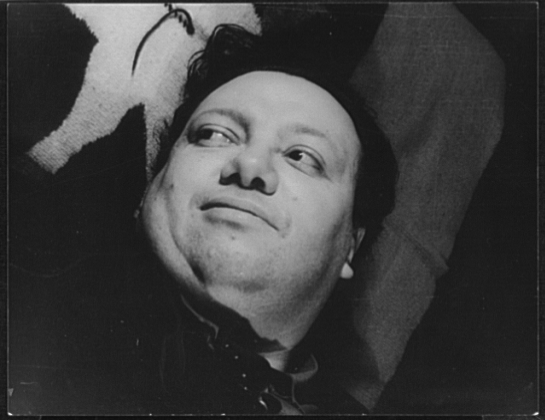
Diego Rivera.

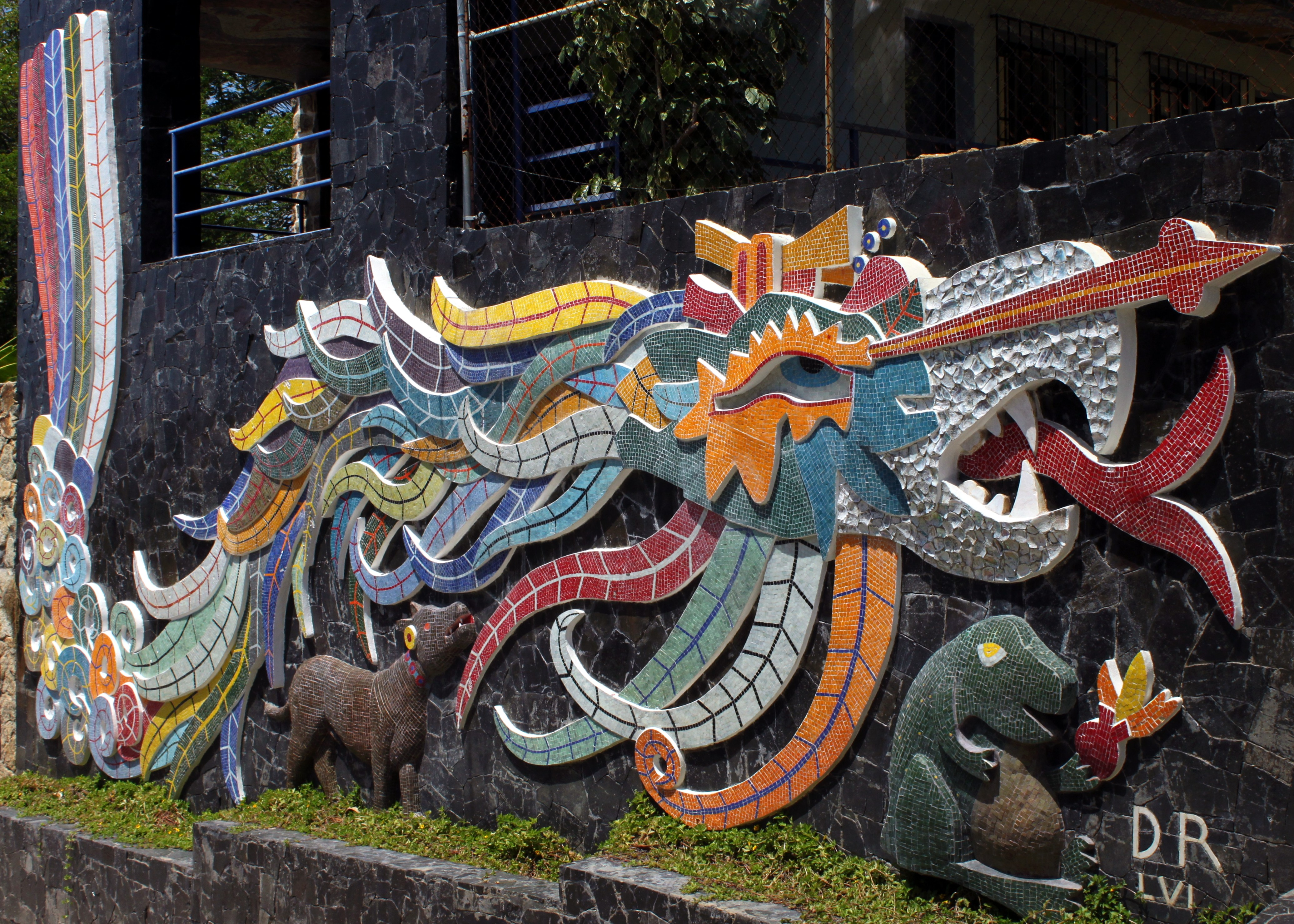
Muralmålning i Acapulco.

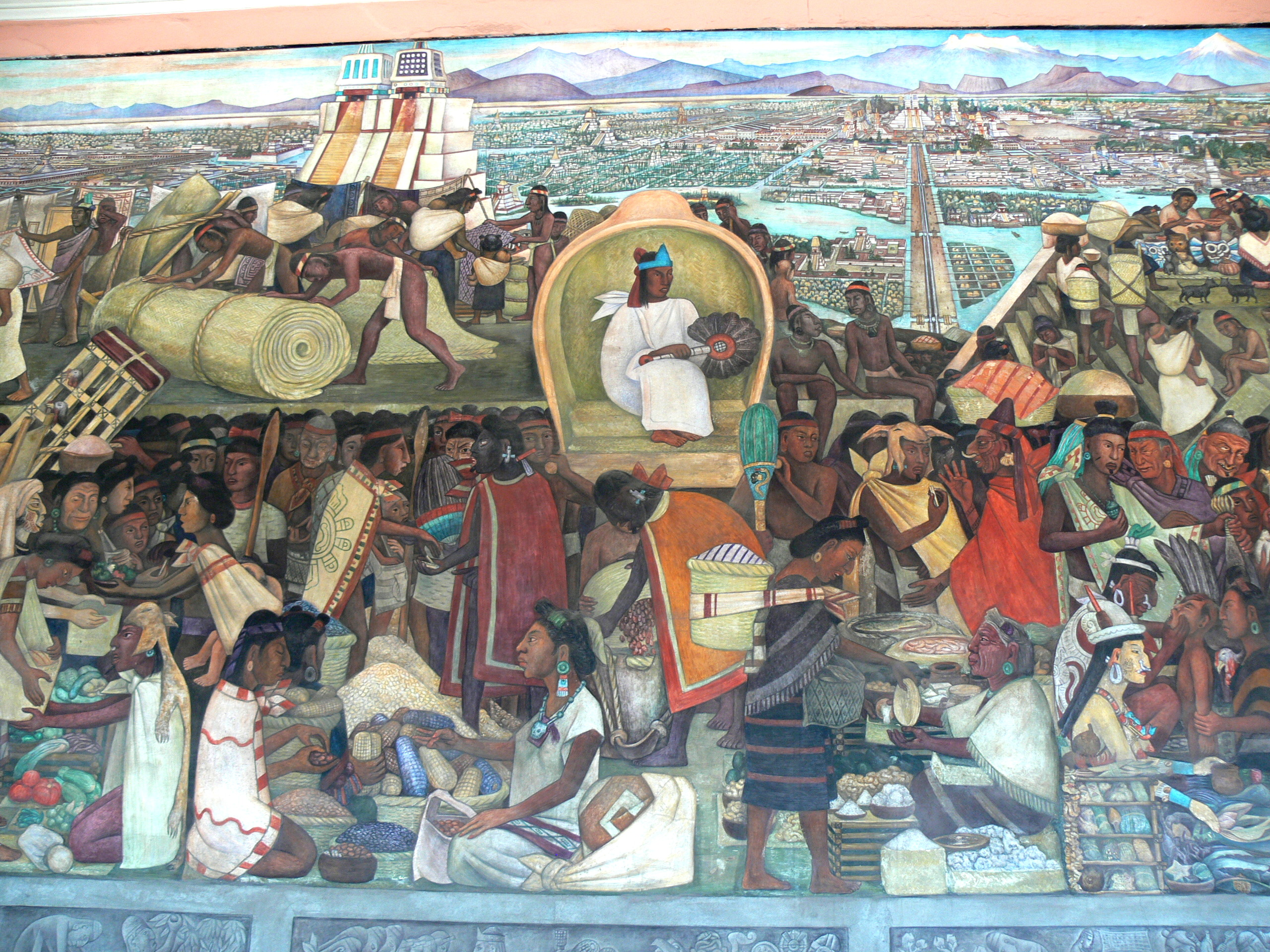
Muralmålning som visar livet under aztektiden på marknaden i Tlatelolco.

Diego Rivera, fullständigt namn Diego María de la Concepción Juan Nepomuceno Estanislao de la Rivera y Barrientos Acosta y Rodríguez, född 8 december 1886 i Guanajuato i Guanajuato, död 24 november 1957 i Mexico City, var en mexikansk målare och en av de främsta företrädarna för den mexikanska muralismen.

## Biografi
Under sin tid i Paris 1911–1920 influerades Diego Rivera av kubismen och blev på en resa i Italien 1920–1921 djupt imponerad av renässansens freskmåleri, inte minst av Giottos verk.
Han återvände 1921 till Mexiko för ett projekt att måla ett flertal muralmålningar för den nya socialistregeringens officiella byggnader. I dessa kombinerade han samtida modernism med muralmålningarnas socialrealism, i särskild mexikansk tappning.
Det omfattande projektet kom att bli starten för den mexikanska muralismen, där Rivera var en av de största konstnärerna, vid sidan av David Alfaro Siqueiros och José Clemente Orozco. Bland annat utövade den, genom konstnärer som Ben Shahn, ett viktigt inflytande på den realistiska strömningen i amerikansk konst på 1920- och 1930-talen.
I USA 1930–1933 dekorerade Rivera Börshuset i San Francisco samt Detroit Institute of Arts i Detroit. Rivera studerade tillverkningen på Ford Rouge Plant inför skapandet av sina muralmålningar Detroit Industry som färdigställdes 1933 och sedan dess visas på Detroit Institute of Arts.
Diego Rivera var gift flera gånger. Från 1929 var han gift med Frida Kahlo.
Rivera var från 1927 medlem i Mexikos kommunistiska parti. Han var vän till Leo Trotskij, som från januari 1937 bodde i exil i Mexiko, varav en tid i Diego Riveras och Frida Kahlos hem.
Diego Rivera finns representerad vid bland annat Moderna museet och Arkivet för dekorativ konst.